# NGC 3690
NGC 3690 (również Arp 299 lub Markarian 171) – para zderzających się galaktyk znajdująca się w gwiazdozbiorze Wielkiej Niedźwiedzicy. Została odkryta 18 marca 1790 roku przez Williama Herschela. Jest odległa około 150 milionów lat świetlnych od Ziemi. Zderzające się galaktyki noszą też indywidualne oznaczenia PGC 35321 i PGC 35326.
700 milionów lat temu doszło do bliskiego spotkania galaktyk. W wyniku tej interakcji system przeszedł gwałtowny proces formowania nowych gwiazd. W NGC 3690 zaobserwowano siedem supernowych: SN 1992bu, SN 1993G, SN 1998T, SN 1999D, SN 2005U, SN 2010O oraz SN 2010P.
W pobliżu tej pary znajduje się mała galaktyka eliptyczna IC 694. Wiele źródeł błędnie podaje, że IC 694 to jedna ze zderzających się większych galaktyk.